# Servius Cornelius Maluginensis Cossus
Servius Cornelius Maluginensis (Cossus) war ein römischer Senator, Politiker und Militär.
Servius Cornelius Maluginensis war der erste bedeutende Vertreter des Zweiges der Maluginensier der Familie der Cornelier. 485 v. Chr. soll er gemeinsam mit Quintus Fabius Vibulanus Konsul der römischen Republik gewesen sein. Die Historizität der Person des Maluginensis ist historisch jedoch äußerst fraglich, zumal es zu dieser Zeit die Institution des Konsulats nach modernen Erkenntnissen noch gar nicht gab.